# Lynga kvarn och del av Haverdal
Lynga kvarn och del av Haverdal is een plaats in Zweden, in de gemeente Halmstad in het landschap Halland en de provincie Hallands län. De plaats heeft 137 inwoners (2000) en een oppervlakte van 33 hectare.